# HD 24040
HD 24040は、おうし座の方角に約150光年の距離にあるG型主系列星である。
| 太陽 | HD 24040  |
| ---- | --------- |
| 太陽 | Exoplanet |

## 惑星系
2006年、視線速度法による観測で、恒星よりもだいぶ質量の小さい天体HD 24040 bが、HD 24040の周りを長い軌道周期で公転しているのが発見された。質量の推定には幅があったが、小さく見積もると太陽系外惑星であると思われた。その後の精度を上げた分析で質量がより制限され、惑星であることは確実となった。
2021年、The California Legacy Surveyによってbより内側を公転する2番目の惑星HD 24040 cが発見された。
| 名称 （恒星に近い順） | 質量            | 軌道長半径 （天文単位） | 公転周期 (日)  | 軌道離心率       | 軌道傾斜角 | 半径 |
| --------------------- | --------------- | ----------------------- | -------------- | ---------------- | ---------- | ---- |
| c                     | ≥0.201±0.027 M⊕ | 1.3±0.021               | 515.4+2.2 −2.5 | 0.11+0.12 −0.079 | —          | —    |
| b                     | >4.01±0.49 MJ   | 4.92±0.38               | 3668+169 −171  | 0.04+0.07 −0.06  | —          | —    |